# Manje važni Gryffindori povezani s metlobojem
Ovo je članak o manje važnim Gryffindorima koji igraju ili su u nekom trenutku igrali metloboj, ali i o onima koji su uz taj čarobnjački sport na neki drugi način vezani (npr. komentatori).

## Lovci
Od Kamena Mudraca pa sve do Reda feniksa, lovice gryffindorske metlobojske ekipe bile su iste tri djevojke: Angelina Johnson, Alicia Spinnet i Katie Bell. Očito su odlične u metloboju i inače veoma popularne. Čini se da su njih tri bliska grupica i na terenu i izvan njega. Harry ponekad primjećuje kako sjede zajedno u gryffindorskoj društvenoj prostoriji, dok tiho razgovaraju ili rade na domaćim zadaćama, a kada je Harry osnivao Dumbledoreovu Armiju, zajedno su došle na prvi sastanak u Hogsmeade.
Na Harryjevoj šestoj godini, i Angelina i Alicia već su završile školovanje, pa je Harry (kao novi kapetan ekipe) morao pronaći nove lovce. Jedna od njih bila je Ginny Weasley, a druga Demelza Robins. Također, kad je Katie bila ozlijeđena, Harry je kao zamjenskog lovca koristio Deana Thomasa.

### Angelina Johnson
Angelina Johnson (rođena u listopadu 1977.) visoka je djevojka duge kose ispletene u pletenice, dvije godine starija od Harryja.
U Harryju Potteru i Plamenom Peharu bila je među onima koji su ubacili svoje ime u Plameni Pehar i postojala je mogućnost da bude izabrana za prvakinju Hogwartsa, što se ipak nije dogodilo. U istoj knjizi, Fred Weasley pozvao ju je na Božićni bal i ona je prihvatila njegov poziv. Bili su lijep par, a plesali su tako energično da su im drugi parovi ostavljali širok prostor za manevre na plesnom podiju u strahu od ozljeda. Angelina se sviđa i Leeju Jordanu, i on ju je nekoliko godina pokušavao nagovoriti da izađe s njim, ali očito bez ikakvog uspjeha.
Nakon što je Oliver Wood napustio Hogwarts, Angelina je postala kapetanica metlobojske ekipe i dokazala da je zahtjevna barem kao i Oliver.
U prva tri filma Angelinu Johnson glumila je Danielle Taylor, koju ponekad na špicama navode i kao Danielle Tabor. U Harryju Potteru i Plamenom Peharu, glumila ju je Tiana Benjamin, koja će se s ulogom vjerojatno vratiti i u Redu feniksa.

### Alicia Spinnet
Alicia Spinnet bila je jedna od rezervi u gryffindorskoj metlobojskoj ekipi godinu prije Harryja Pottera i Kamena mudraca, ali se sljedeće godine pridružila ekipi. Alicia je lovica koja najčešće izvodi kaznene udarce za Gryffindore kad druge ekipe naprave prekršaj. U prvom filmu Aliciu je glumila Leilah Sutherland, a u drugom Rochelle Douglas.

### Katie Bell
Katie Bell pridružila se gryffindorskoj metlobojskoj ekipi na svojoj drugoj godini (Harryjevoj prvoj) kao lovica; u početku je bila rezerva. U filmovima je glumi Emily Dale.
U Harryju Potteru i Princu miješane krvi, Katie je jedina preostala članica stare postave metlobojske ekipe kojoj se Harry pridružio na svojoj prvoj godini. Savjetovala je Harryja da ne diskriminira nove igrače u korist starih nego da održi kvalifikacije za sve. Ona je, naravno, uspjela zadržati svoje mjesto lovice, a pridružile su joj se Ginny Weasley i Demelza Robins.
Kasnije te godine, Draco Malfoy pokušao je preko Katie tajno dostaviti ukletu ogrlicu Albusu Dumbledoreu da bi ga ubio. Madam Rosmerta, koju je Draco stavio pod kletvu Imperius, dala je ogrlicu Katie u Hogsmeadeu, ali Katie je slučajno dotaknula ogrlicu i bila je ukleta. Na sreću, dotaknula je ogrlicu samo najmanjim mogućim djelićem kože (kroz malu rupicu na rukavici), a da nije bilo tako, vjerojatno bi na mjestu bila mrtva. Ipak je provela veći dio ostatka školske godine u sv. Mungu. Dean Thomas zamijenio ju je kao lovac, ali se Katie vratila do zadnje utakmice s Ravenclawima i pomogla je Gryffindorima da osvoje metlobojski pokal treći put zaredom.

### Demelza Robins
Demelza Robins pridružila se gryffindorskoj metlobojskoj ekipi kao lovica u Harryju Potteru i Princu miješane krvi. Prema Harryju, ona je odlična lovica, i posebno je dobra u izbjegavanju maljaca. Ona je Harryju javila da je njegova kazna kod Severusa Snapea u isto vrijeme kad i zabava profesora Slughorna, na Harryjevo veliko žaljenje (!).
Ovaj je lik vjerojatno nazvan po dobrotvornoj organizaciji "Demelza House" koju podržava Daniel Radcliffe.

## Vratari

### Oliver Wood
Oliver Wood (kojeg u filmovima glumi Sean Biggerstaff) bio je kapetan gryffindorske metlobojske ekipe u prve tri knjige i završio je školovanje u Hogwartsu na kraju Harryja Pottera i Zatočenika Azkabana. On je visok mladić, posebno talentiran i fanatičan igrač metloboja, i jedan od najboljih vratara kojeg je gryffindorska metlobojska ekipa ikad imala. Wood je rođeni vođa i strog kapetan (nikad nije otkazivao metlobojske treninge, čak ni kad je bilo nevrijeme) i jednom je naredio Harryju da "uhvati zvrčku ili umre pokušavajući". Njegova je opsesija ponekad i prelazila granice pa je tako jednom cijelu ekipu probudio prije svitanja kako bi trenirali.
Njegov smrtni neprijatelj je Marcus Flint, kapetan slytherinske metlobojske ekipe. Ta je ekipa dobro poznata po pokušajima da za vrijeme rukovanje prije početka utakmice slomi prste članovima druge ekipe.
Dok je još bio u školi, Woodov najveći san bio je da osvoji Metlobojski pokal za Gryffindore prije nego što završi školovanje. Zbog nesretnih okolnosti, međutim, pokal mu je uvijek nekako uspio izmaknuti. U trećoj knjizi, Zatočeniku Azkabana, Wood napokon ostvaruje dugo sanjani san i s gryffindorskom ekipom dolazi do pobjede.
Wood se kratko pojavio i u Plamenom Peharu; Harry i njegovi prijatelji sreli su ga na Svjetskom prvenstvu u metloboju. Nakon što je uzbuđeno upoznao Harryja sa svojim roditeljima, Wood mu je ponosno rekao da je izabran kao rezerva u Puddlemere United, najstariju ekipu u Britaniji i Irskoj. Wooda je u ekipi kao gryffindorskog vratara zamijenio Ron Weasley, a kao kapetana Angelina Johnson. Johnson je došla na svoje kao metlobojski kapetan i postala je jako odlučan i požrtvovan vođa te je često zakazivala treninge; Ron je čak pomišljao na to da kontaktira Puddlemere United i pita je li Wood mrtav, zato što se Angelina činila kao da je preuzela njegov duh. 
Iako Wooda ne vidimo opet u četvrtoj knjizi, likovi kao Fred i George Weasley povremeno ga spominju, a u šestoj knjizi se šale njegovom opsjednutošću metlobojem.

### Cormac McLaggen
Cormac McLaggen imaginaran je lik iz serije romana o Harryju Potteru. Prvi se put pojavio u Harryju Potteru i Princu miješane krvi.
Cormaca McLaggena, učenika iz Gryffindora na godini iznad Harryja, prvi put srećemo tijekom putovanje vlakom u Hogwarts. On je agresivnog i arogantnog karaktera od samog početka, a igra uloge u sreći gryffindorske metlobojske ekipe i u ljubavnom životu Hermione Granger.
Kad je Harry Potter održavao prve kvalifikacije kao kapetan gryffindorske metlobojske ekipe, McLaggen je pokušao dobiti mjesto u ekipi kao vratar. Harryju se nije svidjelo McLaggenovo šefovanje, međutim, dobro mu je išlo na terenu sve dok Hermiona na njega nije bacila čaroliju zbunjivanja, zbog čega nije uspio obraniti zadnju loptu. Ron Weasley uspio je pak obraniti u svih pet pokušaja i izabran je za vratara umjesto McLaggena. On to ipak nije ponosno prihvatio, nego je optužio Ginny Weasley, Ronovu sestru, da je pomogla Ronu tako što mu je pokušavala zabiti lake lopte. Harry nije prihvatio te optužbe i istaknuo je da se Ron najviše namučio upravo s Ginnyjinim loptama.
Harryjev mudri odabir dokazan je tijekom utakmice u kojoj Ron nije mogao igrati pa ga je kao vratar zamijenio McLaggen. To je dovelo do potpune katastrofe zato što je McLaggen više naređivao ostatku ekipe i nije se uopće koncentrirao na svoj položaj. Tako je u jednom trenutku uzeo palicu goniča da bi demonstrirao njezinu pravilnu upotrebu i usput je opalio Harryja maljcem zbog čega se onesvijestio. Gryffindori su poraženi rezultatom 320 prema 60, što je McLaggena učinilo omraženim. Jednom kad se probudio, Harry je tvrdio da želi ubiti McLaggena, ali je tada iz njega vjerojatno govorio bijes. Navedeno je da se ostatak ekipe već obračunao s njim, ali nije poznato na koji način.
McLaggen je bio član kluba Horacea Slughorna zbog svojeg ujaka Tiberiusa (jednog od starješina koji je odstupio od Čarosudnog suda u Harryju Potteru i Redu feniksa). Dio Hermionine kampanje da izludi Rona zbog njegovog hodanja s Lavender Brown bilo je i dopuštenje Cormacu McLaggenu da je prati na Slughornovu božićnu zabavu. Brzo joj se ogadilo njegovo agresivno ponašanje pod imelom i ostatak je večeri provela skrivajući se od njega.
Prije izlaska knjige, J.K. Rowling otkrila je da će se pojaviti jedan lik s prezimenom McLaggen zato što joj se to prezime sviđa.

## Goniči
Andrew Kirke i Jack Sloper zamijenili su Freda i Georgea Weasleyja na pozicijama goniča nakon što su ovi suspendirani u Harry Potteru i Redu feniksa. U Harryju Potteru i Princu miješane krvi, Harry je kao novi kapetan ekipe zamijenio Kirkea i Slopera Jimmyjem Peakesom i Ritchieom Cooteom.

### Andrew Kirke
Andrew Kirke imaginaran je lik iz serije romana o Harryju Potteru. Postao je goničem gryffindorske metlobojske ekipe u Harryju Potteru i Redu feniksa zajedno s Jackom Sloperom. Zamijenio je Freda i Georgea Weasleyja kad su oni dobili od Umbridgeice doživotnu zabranu igranja metloboja.

### Jack Sloper
Jack Sloper imaginaran je lik iz serije romana o Harryju Potteru autorice J. K. Rowling. Malo se toga zna o njemu. Ono što znamo je da je on u Gryffindorima sredinom devedesetih. Bio je gonič u gryffindorskoj metlobojskoj ekipi od 1995. do 1996. Preuzeo je tu poziciju od Freda i Georgea Weasleyja kad su oni dobili doživotnu zabranu igranja meloboja od Dolores Umbridge.

### Jimmy Peakes
Jimmy Peakes pridružio se gryffindorskoj metlobojskoj ekipi na Harryjevoj šestoj godini. On je nizak i širokih prsa, tri je godine mlađi od Harryja. Jednom je uspio usmjeriti maljac u Harryjev zatiljak zbog čega je nastala velika kvrga. Također, kad je Ron doveo Demelzu Robins do suza na jednom metlobojskom treningu, Jimmy je vikao na njega i rekao mu da "zašuti i ostavi je na miru".

### Ritchie Coote
Ritchie Coote imaginaran je lik iz serije romana o Harryju Potteru. Pridružio se gryffindorskoj metlobojskoj ekipi na Harryjevoj šestoj godini. On je sitan, ali zato odlično cilja.

## Ostali

### Lee Jordan
Lee Jordan dobar je prijatelj Freda i Georgea Weasleyja. On je dečko koji jako voli zabavu i komentator je metlobojskih utakmica. Leejevi komentari upućeni su ili Gryffindorima ili u njihovu korist. Tako na primjer, ne može izbjeći komentirati da je Angelina Johnson odlična lovica i da je još i zgodna, ili da Slytherini varaju (što je najvjerojatnije točno). Kad on to radi, profesorica McGonagall često ga pokušava upristojiti (bez prevelikog uspjeha). Također se čini da ne prestaje psovati unatoč prijetnjama profesorice McGonagall da će ga maknuti s mjesta komentatora ako s tim nastavi.
U Harryju Potteru i Redu feniksa, Lee je pomoću levitacije stavio dva šnjofavca u ured Dolores Umbridge. Nakon odlaska Freda i George malo mu je pao moral i izgubio je dio svoje komičarske prirode. 
Nakon što je Lee Jordan napustio školu na kraju pete knjige, njegovo su komentatorsko mjesto zauzeli Zacharias Smith i Luna Lovegood.
Leeja u filmovima glumi Luke Youngblood. U filmovima nema njegovih psovki.